# 沃爾頓山脈
71°12′S 70°20′W / 71.200°S 70.333°W
沃爾頓山脈（英語：Walton Mountains）是南極洲的山脈，位於亞歷山大一世島中部，最高點是海拔高度1,450米的麥卡瑟山，在1935年11月23日由美國探隊家拍攝空中照片。